# Cotorreta encaputxada
El cotorreta encaputxada (Psilopsiagon aymara) és una espècie d'ocell de la família dels psitàcids que habita zones àrides de muntanya, a Bolívia, nord de Xile i nord-oest de l'Argentina.